# Rakowiska (przystanek kolejowy)
Rakowiska – wąskotorowy przystanek osobowy znajdujący się we wsi Rakowiska w gminie Nowy Dwór Gdański, w powiecie nowodworskim, w województwie pomorskim. Położony jest na linii kolejowej nr 5010. Odcinek do Lipinki Gdańskiej został otwarty w 1909 roku.